# Wojciech Orłowski (sportowiec)
Wojciech Orłowski (ur. 14 października 1981 w Raciborzu) – polski zapaśnik i zawodnik mieszanych sztuk walki wagi półciężkiej oraz ciężkiej.
Kilkukrotny medalista Mistrzostw Polski w zapasach stylu wolnego oraz uczestnik Pucharu Świata, a także amatorski Mistrz Polski MMA w wadze ciężkiej. Dwukrotny zwycięzca turnieju submission Zbyszko Cup. Znalazł się na podium (drugie miejsce) w Pucharze Polski w submission oraz wielokrotnie zdobywał mistrzostwa Śląska i Mazowsza w zapasach.

## Osiągnięcia[2][3][4][5]

### Zapasy
- 2005: Puchar Polski w zapasach – 2. miejsce
- 2005: Młodzieżowe Mistrzostwa Polski w zapasach w stylu wolnym – 2. miejsce w kat. 96 kg
- 2006: Akademickie Mistrzostwa Polski w zapasach – 2. miejsce w kat. 120 kg
- 2007: Akademickie Mistrzostwa Polski w zapasach – 3. miejsce w kat. 120 kg
- 2009: Memoriał Stanisława Reda – 1. miejsce w kat. 96 kg

### Sanda
- 2012: Mistrz Polski w sanda
- 2012: Mistrzostwa Europy w sanda – 5. miejsce

### Grappling[6]
- 2007: Otwarty Turniej Submission Fighting Zbyszko Cup 2007 – 1. miejsce w kat. +99 kg
- 2008: Otwarty Turniej Submission Fighting Zbyszko Cup 2008 – 1. miejsce w kat. +99 kg
- 2008: Mistrzostwa Polski ADCC – 2. miejsce
- 2014: Turniej Kwalifikacyjny do Mistrzostw Hiszpanii – 1. miejsce w kat. 92 kg
- 2015: Mistrzostwa Hiszpanii w grapplingu – 1. miejsce w kat. 92 kg

### Mieszane Sztuki Walki
- 2010: KSW 13 – półfinalista turnieju wagi półciężkiej

## Lista zawodowych walk MMA
| Wynik     | Bilans  | Przeciwnik                 | Rozstrzygnięcie                 | Runda | Czas | Rozgrywki                       | Data       | Miejsce    | Uwagi                                        |
| --------- | ------- | -------------------------- | ------------------------------- | ----- | ---- | ------------------------------- | ---------- | ---------- | -------------------------------------------- |
| Przegrana | 7-9 (1) | Adam Kowalski (9-5-1)      | KO (wysokie kopnięcie na głowę) | 1     | 2:07 | Granda Pro: Lucky 7             | 27.10.2018 | Warszawa   | Co-Main Event                                |
| Wygrana   | 7-8 (1) | Wojciech Balejko (4-7)     | Decyzja (jednogłośna)           | 3     | 5:00 | PLMMA 72: Łomianki              | 04.03.2017 | Łomianki   |                                              |
| Przegrana | 6-8 (1) | Dawid Drobina (6-4)        | Poddanie (skrętówka)            | 2     | ?    | PLMMA 70: Championship          | 04.11.2016 | Warszawa   |                                              |
| Wygrana   | 6-7 (1) | Paweł Bolanowski (0-3)     | TKO (ciosy pięściami)           | 1     | 0:20 | PLMMA 67: Nastula Cup 1         | 21.05.2016 | Łomianki   |                                              |
| Wygrana   | 5-7 (1) | Krzysztof Pietraszek (5-9) | Poddanie (duszenie zza pleców)  | 1     | 2:59 | ACB 29: Poland                  | 06.02.2016 | Warszawa   |                                              |
| Wygrana   | 4-7 (1) | Jordi Vinyals (5-6)        | TKO (ciosy pięściami)           | 1     | 1:17 | AFL 7 – Barcelona               | 23.01.2016 | Barcelona  |                                              |
| Nieodbyta | 3-7 (1) | Daniel Palomo Diaz (3-1)   | No contest                      | 1     | 4:00 | Cagemania 6                     | 14.11.2015 | Malaga     | Co-Main Event                                |
| Przegrana | 3-7     | Grzegorz Ciepliński (4-4)  | TKO (kontuzja kolana)           | 1     | 0:15 | Battle of Champions             | 05.10.2013 | Zamość     | Co-Main Event                                |
| Przegrana | 3-6     | Michał Pasternak (4-0)     | TKO (ciosy pięściami)           | 1     | 3:34 | PLMMA 10: Finał 2012            | 29.12.2012 | Warszawa   | Main Event                                   |
| Przegrana | 3-5     | Wojciech Antczak (4-2-1)   | TKO (ciosy pięściami)           | 1     | 3:42 | Fight Cup: Battle of Warsaw     | 18.11.2011 | Warszawa   |                                              |
| Przegrana | 3-4     | Matteo Minonzio (12-12)    | TKO (ciosy pięściami)           | 2     | 0:36 | KSW Fight Club                  | 09.10.2010 | Ryn        | Co-Main Event                                |
| Przegrana | 3-3     | Jan Błachowicz (9-2)       | Poddanie (duszenie zza pleców)  | 1     | 1:37 | KSW 13: Kumite                  | 07.05.2010 | Katowice   | Półfinał turnieju KSW w wadze półciężkiej    |
| Wygrana   | 3-2     | Tomasz Molski (0-1)        | TKO (ciosy pięściami)           | 1     | 1:07 | KSW 13: Kumite                  | 07.05.2010 | Katowice   | Ćwierćfinał turnieju KSW w wadze półciężkiej |
| Przegrana | 2-2     | David Olivia (2-0)         | Poddanie (ciosy pięściami)      | 1     | 2:51 | KSW 12: Pudzianowski vs. Najman | 11.12.2009 | Warszawa   | Ćwierćfinał turnieju KSW w wadze ciężkiej    |
| Wygrana   | 2-1     | Maciej Marczewski (0-0)    | TKO (ciosy pięściami)           | 1     | 3:18 | Maximus 1                       | 09.05.2009 | Szczecinek |                                              |
| Wygrana   | 1-1     | Arkadiusz Jędraczka (0-1)  | Decyzja (jednogłośna)           | 2     | 5:00 | Maxxx Fight − Fight to Win      | 25.10.2008 | Warszawa   |                                              |
| Przegrana | 0-1     | Florian Muller (0-1)       | Poddanie                        | 1     | 3:41 | Fight Club Berlin 9             | 22.04.2007 | Berlin     | Debiut w MMA                                 |